# Charles Brooker
Charles "Charlie" Brooker, född 25 mars 1932 i Toronto, död 18 december 2020,
var en kanadensisk ishockeyspelare.
Brooker blev olympisk bronsmedaljör i ishockey vid vinterspelen 1956 i Cortina d'Ampezzo.